# Ivan Kolev (football, 1957)
Pour les articles homonymes, voir Ivan Kolev.
Ivan Venkov Kolev (bulgare : Иван Венков Колев) (né le 14 juillet 1957 à Sofia en Bulgarie) est un ancien joueur de football bulgare devenu entraîneur.

## Biographie

### Carrière de joueur (1967-1979)
Il commence sa carrière au Lokomotiv Sofia avant de partir à Sliven, puis à l'Akademik Sofia et enfin au CSKA Sofia où il terminera prématurément sa carrière de joueur en 1979.

### Carrière d'entraîneur (Depuis 1982)
Ivan Kolev commence sa carrière d'entraineur au Levski Sofia entre 1982 et 1987 puis au FC Iskar entre 1987 et 1992.
Lors de la saison 1993-1994, il s'engage avec le Slavia Sofia, en 1995-1996 avec le Dunav Ruse et en 1996-1997 au Fc kremikovtsi.
En 1997, il devient entraineur adjoint de l'équipe de Bulgarie des moins de 19 ans avant d'en prendre les rênes en 1998. La même année, Ivan Kolev commence son aventure asiatique au Persija Jakarta.
De 2000 à 2002, il est le sélectionneur de la Bulgarie espoirs.
Il repose ses valises sur l'archipel indonésienne en dirigeant l'équipe nationale indonésienne de 2002 à 2004, c'est ensuite avec la sélection de Birmanie qu'il s'engage lors de la saison 2004-2005 avant de revenir en Indonésie (Mitra, Persija Jakarta et équipe nationale d'Indonésie).
Kolev reprend la sélection espoirs de Bulgarie en 2008 et 2009.
En 2010, il s'engage avec le Sriwijaya Football Club et en 2012 au Yangon United.
De retour dans son pays natal au Slavia Sofia pour la deuxième fois puis au Lokomotiv Gorna Oryahovitsa avant d'aller au PS TNI en Indonésie.
En 2018 et 2019 il entraîne le FK Vereya Stara Zagora puis retourne au Persija Jakarta.
En 2020, son club formateur le Lokomotiv Sofia l'engage pour la première fois en tant qu'entraineur pendant 2 ans jusqu'en 2022.
En 2023, il découvrira un troisième pays asiatique avec le Maziya Sports and Recreation Club aux Maldives, et à l'automne de cette même année, Ivan Kolev effectue une troisième expérience au Slavia Sofia pendant quelques matchs avant de revenir au Lokomotiv Sofia où il sera limogé en fin d'année 2024.

## Palmarès
Indonésie
- Championnat d'Asie du Sud-Est :
  - Finaliste : 2002.